# Σ-Ring
Ein σ-Ring oder auch σ-Mengenring ist ein spezielles Mengensystem, das eine wichtige Rolle in der Maßtheorie spielt. Ein σ-Ring ist ein σ-vereinigungsstabiles Mengensystem, das zusätzlich abgeschlossen bezüglich Differenzbildung ist.

## Definition
Sei {\displaystyle \Omega } eine beliebige Menge. Ein Mengensystem {\displaystyle {\mathcal {R}}} auf {\displaystyle \Omega }, also eine Menge von Teilmengen von {\displaystyle \Omega }, heißt σ-Ring (über {\displaystyle \Omega }), wenn folgende Eigenschaften erfüllt sind:
1. {\displaystyle \emptyset \in {\mathcal {R}}}: Der σ-Ring enthält die leere Menge.
2. {\displaystyle A_{1},A_{2},A_{3},...\in {\mathcal {R}}\Rightarrow \bigcup _{i\in \mathbb {N} }A_{i}\in {\mathcal {R}}} (Stabilität/Abgeschlossenheit bezüglich abzählbaren Vereinigungen).
3. {\displaystyle A,B\in {\mathcal {R}}\Rightarrow A\setminus B\in {\mathcal {R}}} (Stabilität/Abgeschlossenheit bezüglich Differenz).

## Beispiele
- Einfaches Beispiel für einen σ-Ring ist {\displaystyle \{\emptyset \}}, sie ist der kleinst mögliche σ-Ring.

- Ein weiteres Beispiel ist die Potenzmenge {\displaystyle {\mathcal {P}}(\Omega )}, sie ist der größt mögliche σ-Ring über einer gegebenen Menge {\displaystyle \Omega }.

- Ist nun {\displaystyle {\mathcal {S}}} ein beliebiges Mengensystem über der Menge {\displaystyle \Omega }, so ist

{\displaystyle {\mathcal {R}}_{\mathcal {S}}:=\bigcap _{\scriptstyle {\mathcal {S}}\subseteq {\mathcal {R}}' \atop {\scriptstyle {\mathcal {R}}'{\text{ ist σ-Ring}} \atop \scriptstyle {\text{über }}\Omega }}{\mathcal {R}}'}
der von {\displaystyle {\mathcal {S}}} erzeugte σ-Ring. Er ist der kleinste σ-Ring über {\displaystyle \Omega }, der {\displaystyle {\mathcal {S}}} enthält.
- Das System aller abzählbaren Teilmengen einer Grundmenge {\displaystyle \Omega }, also das Mengensystem

{\displaystyle \{A\subseteq \Omega \mid A{\text{ ist endlich oder abzählbar unendlich }}\}},
ist ein σ-Ring über {\displaystyle \Omega }. Bei überabzählbarer Grundmenge ist dieses System keine σ-Algebra.

## Eigenschaften
In einem σ-Ring sind abzählbare Durchschnitte wieder im σ-Ring enthalten, denn es gilt
{\displaystyle \bigcap _{i=1}^{\infty }A_{i}=A_{1}\setminus \bigcup _{i=2}^{\infty }(A_{1}\setminus A_{i})}
für jede Folge {\displaystyle (A_{i})_{i\in \mathbb {N} }} im σ-Ring.
Damit sind auch endliche Schnitte und Vereinigungen im σ-Ring enthalten. Ebenso ist für jede Mengenfolge {\displaystyle (A_{i})_{i\in \mathbb {N} }} im σ-Ring {\displaystyle {\mathcal {R}}} auch wieder Limes superior und Limes inferior der Mengenfolge wieder in {\displaystyle {\mathcal {R}}}:
{\displaystyle \liminf _{n\rightarrow \infty }A_{n}\in {\mathcal {R}}\;} und {\displaystyle \;\limsup _{n\rightarrow \infty }A_{n}\in {\mathcal {R}}}.
Des Weiteren lässt sich jede abzählbare Vereinigung von beliebigen Mengen aus {\displaystyle {\mathcal {R}}} als abzählbare Vereinigung von disjunkten Mengen aus {\displaystyle {\mathcal {R}}} schreiben. Dies ist insbesondere für die Untersuchung von Mengenfunktionen auf σ-Additivität wichtig.

## Operationen

### Durchschnitte von σ-Ringen
Der Durchschnitt {\displaystyle {\mathcal {R}}_{1}\cap {\mathcal {R}}_{2}} zweier σ-Ringe {\displaystyle {\mathcal {R}}_{1}} und {\displaystyle {\mathcal {R}}_{2}} über {\displaystyle \Omega } ist stets wieder ein σ-Ring. Denn sind {\displaystyle A,B\in {\mathcal {R}}_{1}\cap {\mathcal {R}}_{2}}, so ist 
- {\displaystyle A\setminus B\in {\mathcal {R}}_{1}}, da {\displaystyle A,B\in {\mathcal {R}}_{1}}, sowie
- {\displaystyle A\setminus B\in {\mathcal {R}}_{2}}, da {\displaystyle A,B\in {\mathcal {R}}_{2}}.

Somit ist auch {\displaystyle A\setminus B\in {\mathcal {R}}_{1}\cap {\mathcal {R}}_{2}}, der Durchschnitt der σ-Ringe ist also differenzstabil. Die Stabilität bezüglich der abzählbaren Vereinigungen folgt analog.
Die Aussage gilt ebenso für den Schnitt einer beliebigen Anzahl von σ-Ringen über {\displaystyle \Omega }, da sich die obige Argumentation dann auf alle dieser σ-Ringe ausweiten lässt. Somit gilt: Ist {\displaystyle I} eine beliebige Indexmenge und sind {\displaystyle {\mathcal {R}}_{i}} für alle {\displaystyle i\in I} σ-Ringe über derselben Grundmenge {\displaystyle \Omega }, so ist der Schnitt aller dieser σ-Ringe wieder ein σ-Ring {\displaystyle {\mathcal {R}}_{I}} über {\displaystyle \Omega }:
{\displaystyle {\mathcal {R}}_{I}:=\bigcap _{i\in I}{\mathcal {R}}_{i}}.

### Vereinigungen von σ-Ringen
Die Vereinigung {\displaystyle {\mathcal {R}}_{1}\cup {\mathcal {R}}_{2}} zweier σ-Ringe {\displaystyle {\mathcal {R}}_{1}} und {\displaystyle {\mathcal {R}}_{2}} über {\displaystyle \Omega } ist im Allgemeinen kein σ-Ring mehr. Betrachtet man beispielsweise die beiden σ-Ringe
{\displaystyle {\mathcal {R}}_{1}=\{\emptyset ,\{1\},\{2,3\},\{1,2,3\}\}}
sowie
{\displaystyle {\mathcal {R}}_{2}=\{\emptyset ,\{2\},\{1,3\},\{1,2,3\}\}}
über {\displaystyle \Omega =\{1,2,3\}}, so ist
{\displaystyle {\mathcal {R}}_{1}\cup {\mathcal {R}}_{2}=\{\emptyset ,\{1\},\{2\},\{1,3\},\{2,3\},\{1,2,3\}\}}.
Dieses Mengensystem ist aber nicht vereinigungsstabil, da es {\displaystyle \{1\}\cup \{2\}=\{1,2\}} nicht enthält, und somit auch kein σ-Ring.

### Produkte von σ-Ringen
Sind {\displaystyle {\mathcal {R}}_{1}} und {\displaystyle {\mathcal {R}}_{2}} σ-Ringe über {\displaystyle \Omega _{1}} bzw. {\displaystyle \Omega _{2}}, so ist das Produkt {\displaystyle {\mathcal {R}}_{1}\times {\mathcal {R}}_{2}} von {\displaystyle {\mathcal {R}}_{1}} und {\displaystyle {\mathcal {R}}_{2}} im Allgemeinen kein σ-Ring (über {\displaystyle \Omega _{1}\times \Omega _{2}}) mehr. Denn betrachtet man den σ-Ring
{\displaystyle {\mathcal {R}}=\{\emptyset ,\{1\},\{2\},\{1,2\}\}},
über {\displaystyle \Omega =\{1,2\}}, so enthält das Mengensystem {\displaystyle {\mathcal {R}}\times {\mathcal {R}}} sowohl die Mengen
{\displaystyle A=\{1,2\}\times \{1,2\}=\{(1,1),(1,2),(2,1),(2,2)\}} als auch {\displaystyle B=\{2\}\times \{2\}=\{(2,2)\}}.
Die Menge
{\displaystyle A\setminus B=\{(1,1),(1,2),(2,1)\}}
ist jedoch nicht in {\displaystyle {\mathcal {R}}\times {\mathcal {R}}} enthalten, da sie sich nicht als kartesisches Produkt zweier Mengen aus {\displaystyle {\mathcal {R}}} darstellen lässt. Das Produkt ist somit nicht differenzstabil und damit auch kein σ-Ring.

### Spur eines σ-Ringes
Die Spur eines σ-Ringes {\displaystyle {\mathcal {R}}} bezüglich einer Menge {\displaystyle U}, also das Mengensystem
{\displaystyle {\mathcal {R}}|_{U}:=\{A\cap U\mid A\in {\mathcal {R}}\}}
ist immer ein σ-Ring, unabhängig von der Wahl von {\displaystyle U}.

## Beziehung zu verwandten Strukturen

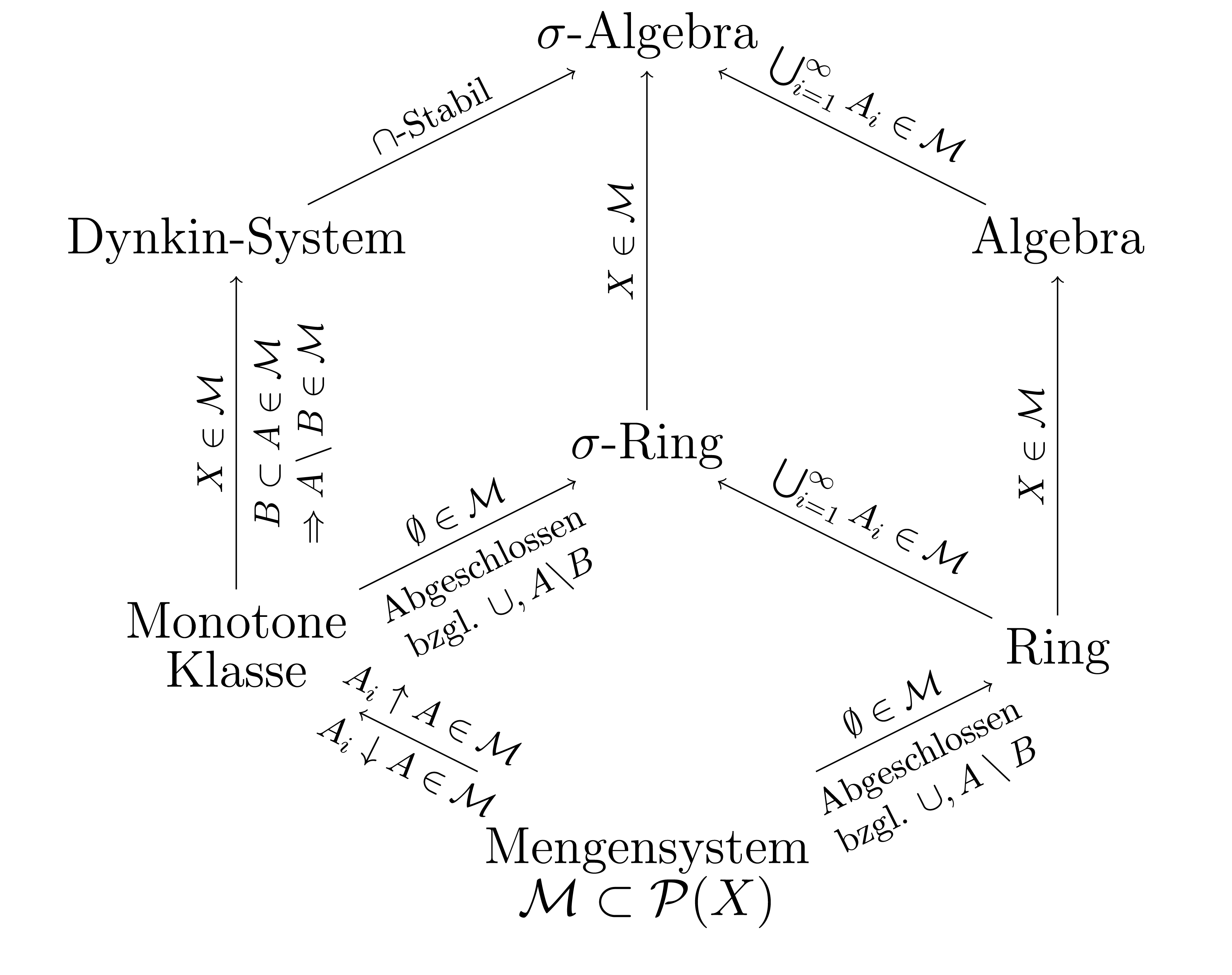
Hierarchie der in der Maßtheorie verwendeten Mengensysteme

### σ-Algebren
Ein σ-Ring, der die Grundmenge {\displaystyle \Omega } enthält, ist eine σ-Algebra (und damit auch eine Algebra). Somit ist jede σ-Algebra ein σ-Ring, die Umkehrung ist aber im Allgemeinen falsch. Beispiel für einen σ-Ring, der keine σ-Algebra ist, ist der im obigen Abschnitt Beispiele zuletzt genannte σ-Ring.

### Ringe
Jeder σ-Ring ist ein Ring und damit auch ein Halbring und ein Mengenverband. Die Umkehrungen gelten im Allgemeinen nicht. Beispiel eines Ringes, der kein σ-Ring ist, wäre das Mengensystem aller endlichen Teilmengen bei einer abzählbar unendlichen Grundmenge.

### δ-Ringe
Jeder σ-Ring ist auch immer ein δ-Ring, denn wie im Abschnitt Eigenschaften gezeigt wurde, sind σ-Ringe immer auch stabil bezüglich abzählbaren Schnitten. Umgekehrt sind δ-Ringe jedoch im Allgemeinen keine σ-Ringe. Betrachtet man zum Beispiel eine beliebige abzählbare Menge {\displaystyle \Omega } und definiert darauf das Mengensystem aller endlichen Mengen
{\displaystyle {\mathcal {E}}:=\{E\subseteq \Omega \mid |E|<\infty \}},
so handelt es sich um einen δ-Ring, da abzählbare Schnitte endlicher Mengen wieder endlich sind. Es ist aber kein σ-Ring, denn abzählbare Vereinigungen von endlichen Mengen sind im Allgemeinen nicht endlich.

### Monotone Klassen
Jeder Ring, der eine monotone Klasse ist, ist ein σ-Ring. Denn sind die Mengen {\displaystyle A_{1},A_{2},A_{3},...} im Ring enthalten, so ist auch
{\displaystyle B_{n}:=\bigcup _{i=1}^{n}A_{i}}
aufgrund der Eigenschaften des Ringes wieder im Mengensystem enthalten. Die Mengen {\displaystyle B_{n}} bilden aber eine monoton wachsende Mengenfolge, daher ist ihr Grenzwert
{\displaystyle \lim _{n\to \infty }B_{n}=\bigcup _{n=1}^{\infty }A_{n}}
aufgrund der Eigenschaften der monotonen Klasse auch im Mengensystem enthalten. Das Mengensystem ist also abgeschlossen bezüglich abzählbaren Vereinigungen. Somit ist die von einem Ring erzeugte monotone Klasse immer ein σ-Ring.
Umgekehrt ist jeder σ-Ring aufgrund seiner Stabilität bezüglich abzählbaren Vereinigungen und Schnitten immer auch eine monotone Klasse.